# Fiorenza Cossotto
Fiorenza Cossotto (Crescentino, Vercelli, 22 d'abril de 1935) és una mezzosoprano italiana.
Va estudiar al Conservatori de Torí, a l'Escola de La Scala, i amb Ettore Campogalliani i Mercè Llopart. Va debutar com la germana Mathilde a l'estrena de Dialogues des Carmélites a La Scala el 1957. Va continuar cantant regularment a Milà, destacant a La Favorita (1961). La seva carrera internacional va començar el 1958, com Giovanna Seymour a Anna Bolena a Wexford, seguidament va debutar a Viena com Maddalena a Rigoletto (1958), al Covent Garden amb Néris a Medea (1959) i Chicago amb La Favorita (1964).
Va debutar al Metropolitan com Amneris a Aida (1968), el seu repertori inclou: Laura, Eboli, Santuzza, Adalgisa, Azucena, Principessa Bouillon (d'Adriana Lecouvreur), Carmen i Mrs Quickly. Cossotto es va presentar durant tres temporades al Teatre Colón de Buenos Aires. En el seu debut del 1967 va cantar el rol d'Eboli i una molt recordada Favorita al costat del també debutant Alfredo Kraus. El 1969 va cantar els rols de Azucena a Il Trovatore i Adalgisa a Norma, i, el 1971, va interpretar a Amneris a Aida.
Fiorenza Cossotto va estar casada amb el baix operístic Ivo Vinco.

## Repertori
| Rol                     | Òpera                    | Compositor  |
| ----------------------- | ------------------------ | ----------- |
| Romeo Montecchi         | I Capuleti e i Montecchi | Bellini     |
| Teresa                  | La sonnambula            | Bellini     |
| Adalgisa                | Norma                    | Bellini     |
| Ascanio                 | I Troiani                | Berlioz     |
| Carmen                  | Carmen                   | Bizet       |
| Pantalis                | Mefistofele              | Boito       |
| Neris                   | Medea                    | Cherubini   |
| Principessa di Bouillon | Adriana Lecouvreur       | Cilea       |
| Fidalma                 | Il matrimonio segreto    | Cimarosa    |
| Leonora                 | Le astuzie femminili     | Cimarosa    |
| Giovanna Seymour        | Anna Bolena              | Donizetti   |
| Leonora di Gusman       | La Favorita              | Donizetti   |
| Bersi                   | Andrea Chénier           | Giordano    |
| Vania                   | Una vida pel tsar        | Glinka      |
| Orfeo                   | Orfeo ed Euridice        | Gluck       |
| Diana                   | Iphigénie en Aulide      | Gluck       |
| Atalanta                | Serse                    | Händel      |
| Santuzza                | Cavalleria rusticana     | Mascagni    |
| Charlotte               | Werther                  | Massenet    |
| Urbano                  | Gli Ugonotti             | Meyerbeer   |
| Marinetta               | La scuola delle mogli    | Mortari     |
| Cecilio                 | Lucio Silla              | Mozart      |
| Cherubino               | Le nozze di Figaro       | Mozart      |
| Fedör                   | Boris Godunov            | Mússorgski  |
| Marfa                   | Khovànxtxina             | Mússorgski  |
| Luggrezia               | Lo frate 'nnamorato      | Pergolesi   |
| Hortigosa               | Il Cordovano             | Petrassi    |
| Laura Adorno            | La Gioconda              | Ponchielli  |
| Suor Matilde            | Dialogues des Carmélites | Poulenc     |
| Un musico               | Manon Lescaut            | Puccini     |
| Suzuki                  | Madama Butterfly         | Puccini     |
| La zia principessa      | Suor Angelica            | Puccini     |
| Ernestina               | L'occasione fa il ladro  | Rossini     |
| Clarice                 | La pietra del paragone   | Rossini     |
| Tancredi                | Tancredi                 | Rossini     |
| Rosina                  | El barber de Sevilla     | Rossini     |
| Dalila                  | Samson et Dalila         | Saint-Saëns |
| Statira                 | Olimpia                  | Spontini    |
| La Madre                | Mavra                    | Stravinski  |
| Marchesa del Poggio     | Un giorno di regno       | Verdi       |
| Lady Macbeth            | Macbeth                  | Verdi       |
| Maddalena               | Rigoletto                | Verdi       |
| Azucena                 | Il trovatore             | Verdi       |
| Ulrica                  | Un ballo in maschera     | Verdi       |
| Preziosilla             | La forza del destino     | Verdi       |
| Principessa d'Eboli     | Don Carlo                | Verdi       |
| Amneris                 | Aida                     | Verdi       |
| Mrs Quickly             | Falstaff                 | Verdi       |
| La Comandante           | I cavalieri di Ekebù     | Zandonai    |

## Discografia
| Any  | Títol Rol                              | Elenc                                                               | Director              | Segell              |
| ---- | -------------------------------------- | ------------------------------------------------------------------- | --------------------- | ------------------- |
| 1956 | Andrea Chénier La mulatta Bersi        | Mario Del Monaco, Renata Tebaldi, Ettore Bastianini                 | Gianandrea Gavazzeni  | Decca               |
| 1957 | Manon Lescaut Un musico                | Maria Callas, Giuseppe Di Stefano, Franco Calabrese                 | Tullio Serafin        | Columbia/EMI        |
|      | La sonnambula Teresa                   | Maria Callas, Nicola Monti, Nicola Zaccaria                         | Antonino Votto        | Columbia/EMI        |
| 1958 | Madama Butterfly Suzuki                | Renata Tebaldi, Carlo Bergonzi, Enzo Sordello                       | Tullio Serafin        | Decca               |
| 1959 | La Gioconda Laura Adorno               | Maria Callas, Pier Miranda Ferraro, Piero Cappuccilli               | Antonino Votto        | Columbia/EMI        |
|      | Missa de Rèquiem                       | Shakeh Vartenissian, Boris Christoff, Eugenio Fernandi              | Tullio Serafin        | Columbia/EMI        |
| 1960 | Le nozze di Figaro Cherubino           | Giuseppe Taddei, Anna Moffo, Elisabeth Schwarzkopf                  | Carlo Maria Giulini   | EMI                 |
|      | Rigoletto Maddalena                    | Ettore Bastianini, Renata Scotto, Alfredo Kraus                     | Gianandrea Gavazzeni  | Ricordi             |
| 1961 | Don Carlo Principessa d'Eboli          | Flaviano Labò, Antonietta Stella, Boris Christov, Ettore Bastianini | Gabriele Santini      | Deutsche Grammophon |
| 1962 | Il trovatore Azucena                   | Carlo Bergonzi, Antonietta Stella, Ettore Bastianini                | Tullio Serafin        | Deutsche Grammophon |
| 1964 | Rigoletto Maddalena                    | Dietrich Fischer-Dieskau, Renata Scotto, Alfredo Kraus              | Rafael Kubelík        | Deutsche Grammophon |
| 1965 | Cavalleria rusticana Santuzza          | Carlo Bergonzi, Giangiacomo Guelfi, Adriana Martino                 | Herbert von Karajan   | Deutsche Grammophon |
| 1967 | Medea Neris                            | Gwyneth Jones, Bruno Prevedi, Justino Diaz                          | Lamberto Gardelli     | Decca               |
|      | Norma Adalgisa                         | Elena Souliotis, Mario Del Monaco, Carlo Cava                       | Silvio Varviso        | Decca               |
| 1969 | Il trovatore Azucena                   | Plácido Domingo, Leontyne Price, Sherrill Milnes                    | Zubin Mehta           | RCA                 |
| 1972 | Norma Adalgisa                         | Montserrat Caballé, Plácido Domingo, Ruggero Raimondi               | Carlo Felice Cillario | RCA                 |
| 1973 | Un giorno di regno Marchesa del Poggio | Ingvar Wixell, Jessye Norman, Josep Carreras                        | Lamberto Gardelli     | Philips             |
|      | Suor Angelica Zia Principessa          | Katia Ricciarelli                                                   | Bruno Bartoletti      | RCA                 |
| 1974 | Aida Amneris                           | Montserrat Caballé, Plácido Domingo, Piero Cappuccilli              | Riccardo Muti         | EMI                 |
|      | La Favorita Leonora di Guzman          | Gabriel Bacquier, Luciano Pavarotti, Nicolaj Ghiaurov               | Richard Bonynge       | Decca               |
| 1975 | Un ballo in maschera Ulrica            | Plácido Domingo, Martina Arroyo, Piero Cappuccilli                  | Riccardo Muti         | EMI                 |
| 1976 | La forza del destino Preziosilla       | Plácido Domingo, Leontyne Price, Sherrill Milnes                    | James Levine          | RCA                 |
|      | Macbeth Lady Macbeth                   | Sherrill Milnes, Ruggero Raimondi, Josep Carreras                   | Riccardo Muti         | EMI                 |
| 1978 | Transitus Animae Anima                 | Orchestra dell'Angelicum di Milano, Coro Polifonico di Milano       | Franco Caracciolo     | Angelicum           |
|      | Tancredi                               | Lella Cuberli, Werner Hollweg, Nicolai Ghiuselev                    | Gabriele Ferro        | Warner Fonit        |

## DVD i Blu-Ray
| Any  | Títol Rol                                  | Elenc                                                           | Director              | Segell              |
| ---- | ------------------------------------------ | --------------------------------------------------------------- | --------------------- | ------------------- |
| 1966 | Aida Amneris                               | Leyla Gencer, Carlo Bergonzi, Anselmo Colzani, Bonaldo Giaiotti | Franco Capuana        | Hardy Classics      |
| 1968 | Cavalleria rusticana Santuzza              | Gianfranco Cecchele, Giangiacomo Guelfi                         | Herbert von Karajan   | Decca Records       |
|      | El barber de Sevilla Rosina                | Sesto Bruscantini, Luigi Alva, Fernando Corena, Ivo Vinco       | Nino Sanzogno         |                     |
| 1971 | La Favorita Leonora di Guzman              | Alfredo Kraus, Ruggero Raimondi, Sesto Bruscantini              | Oliviero De Fabritiis | VAI                 |
| 1973 | Aida Amneris                               | Carlo Bergonzi, Orianna Santunione, Ivo Vinco                   | Oliviero De Fabritiis | VAI                 |
| 1976 | Adriana Lecouvreur Principessa di Bouillon | Montserrat Caballé, Josep Carreras, Attilio D'Orazi             | Gianfranco Masini     | VAI                 |
| 1978 | Il trovatore Azucena                       | Plácido Domingo, Rajna Kabaivanska, Piero Cappuccilli           | Herbert von Karajan   | TDK                 |
| 1981 | Aida Amneris                               | Maria Chiara, Nicola Martinucci                                 | Anton Guadagno        | Warner Classics     |
| 1985 | Il trovatore Azucena                       | Franco Bonisolli, Giorgio Zancanaro, Rosalind Plowright         | Reynald Giovaninetti  | Warner Music Vision |
| 1989 | Adriana Lecouvreur Principessa di Bouillon | Mirella Freni, Peter Dvorsky, Alessandro Cassis                 | Gianandrea Gavazzeni  | Opus Arte           |